# 田熊ゆい
田熊 ゆい（たくま ゆい、1976年6月30日 - ）は、日本の元タレント。神奈川県横浜市出身。身長170cm。血液型A型。T.Personal所属。
CMモデル時代は、琢磨ゆいとして活動。

## 略歴
1996年から1999年にかけて、CMモデルやタレントとして活動。
その後、モデルとしての経験を活かし、現役モデルチーム「CELE'BODY」を発足、2001年にCele'co.ltd を設立し、起業する。
主宰する「セレボディ」の主な活動は、チームと同じネーミング「cele ' body」をブランドとして、アパレルをはじめとする各分野で展開。女性をターゲットとする商品の企画、施設のプロデュースを手がける。
「女っぷり向上委員会」主宰。 
2006年1月23日、プロサーファーで俳優の中村竜と入籍。同年のゴールデンウイークにハワイ・オアフ島にて結婚式を行った。
2010年1月10日、「完成!ドリームハウス」のSP番組で自宅建築を公開（施主は義理兄で三世帯同居）

## モデル時代の活動

### CM
- サントリー「CCレモン」（1996年〜1997年）
- マンナンライフ「蒟蒻畑」（1997〜1998年）
- 太陽生命（1997年）
- ビブレ
- JR東日本
- マクドナルド

### ドラマ
- ストーカー・誘う女（1997年1月 - 3月、TBS）

### その他
- 痛快!明石家電視台（1996年4月 - 1996年9月、MBS） - 準レギュラー解答者
- モデルファクトリー（テレビ東京）
- アユーラ「ヴィーナスメイク。」
- 竹書房「'96CM美少女大名鑑」
- ぴあ大学選択 1997年度版